# Stanisław Kałużyński
Stanisław Paweł Kałużyński (geb. 6. August 1925; gest. 6. Januar 2007) war ein polnischer Turkologe und Mongolist.

## Leben
Während des Zweiten Weltkrieges war Kałużyński von 1943 bis 1944 Mitglied der Armija Krajowa. Er schloss die Schule 1946 ab und begann daraufhin ein Studium am Philologisch-orientalischen Institut der Universität Breslau. Im Januar 1951 erwarb Kałużyński den Magister und arbeitete für das Orientalische Institut der Universität Breslau. 1955 erfolgte die Promotion und 1971 die Habilitation.
Seit 1972 war er bis zur Auflösung der Partei Mitglied der PVAP. 1995 wurde Kałużyński emeritiert, blieb jedoch bis 2006 Hochschullehrer für Turkologie und der Völker des mittelasiatischen Raumes am Institut für Orientalistik an der Universität Breslau. Im Jahr 2006 erhielt er den Titel eines Ehrendoktors der Mongolischen Volksuniversität und wurde Ehrenmitglied der Mongolischen Akademie der Wissenschaften.
Kałużyński starb am 6. Januar 2007 und wurde auf dem Warschauer Friedhof Bródnowski begraben.

## Auszeichnungen (Auswahl)
Er erhielt mehrere Auszeichnungen, u. a. den Orden Polonia Restituta 5. Klasse (Ritter).

## Werke (Auswahl)
- Dawni Mongołowie (Die frühen Mongolen). PIW, Warszawa 1983.
- Imperium mongolskie (Das mongolische Imperium), Wydawnictwo Wiedza Powszechna, 1970.